# Grande Prêmio da Arábia Saudita
O Grande Prêmio da Arábia Saudita (em inglês: Saudi Arabian Grand Prix) é um evento de Fórmula 1, realizado desde 2021, em um circuito nas ruas da cidade de Gidá, na Arábia Saudita. O Grande Prêmio foi oficialmente anunciado pela Fórmula 1 em 5 de novembro de 2020. A corrida foi a 3ª na história da categoria a ser realizada completamente a noite, as duas primeiras foram o Grande Prêmio de Singapura e o Grande Prêmio do Bahrein (desde 2014).

## Segurança
Após a interceptação de mísseis em Daria, durante o ePrix de Daria de 2021, a realização do evento criou preocupação dentro da Fórmula 1, cujo evento na Arábia já é algo de críticas devido a situação política do país.

## Vencedores do GP da Arábia Saudita

### Por ano
| Ano     | Piloto         | Construtor                 | Local | Detalhes |
| ------- | -------------- | -------------------------- | ----- | -------- |
| 2021    | Lewis Hamilton | Mercedes                   | Gidá  | Detalhes |
| 2022    | Max Verstappen | Red Bull Racing-RBPT       | Gidá  | Detalhes |
| 2023    | Sergio Perez   | Red Bull Racing-Honda RBPT | Gidá  | Detalhes |
| 2024    | Max Verstappen | Red Bull Racing-Honda RBPT | Gidá  | Detalhes |
| 2025    | Oscar Piastri  | McLaren-Mercedes           | Gidá  | Detalhes |
| Fontes: |                |                            |       |          |

### Vitórias por piloto
| Total   | Piloto         | Vitórias   |
| ------- | -------------- | ---------- |
| 2       | Max Verstappen | 2022, 2024 |
| 1       | Lewis Hamilton | 2021       |
| 1       | Sergio Pérez   | 2023       |
| 1       | Oscar Piastri  | 2025       |
| Fontes: |                |            |

### Vitórias por equipe
| Total    | Equipe          | Vitórias         |
| Vitórias | Construtor      | Edições          |
| -------- | --------------- | ---------------- |
| 3        | Red Bull Racing | 2022, 2023, 2024 |
| 1        | Mercedes        | 2021             |
| 1        | McLaren         | 2025             |
| Fontes:  |                 |                  |

### Vitórias por país
| Total   | País          | Vitórias   |
| ------- | ------------- | ---------- |
| 2       | Países Baixos | 2022, 2024 |
| 1       | Reino Unido   | 2021       |
| 1       | México        | 2023       |
| 1       | Austrália     | 2025       |
| Fontes: |               |            |